# Masked Wolf
Harry Michael, conhecido profissionalmente como Masked Wolf, é um rapper greco-australiano. Ele ficou conhecido internacionalmente em 2021 com a canção "Astronaut in the Ocean", que alcançou a sexta posição na Billboard Hot 100, a principal parada musical dos Estados Unidos.

## Biografia
Em uma entrevista em 2019, Masked Wolf disse: "sempre me interessei por música e, quando era criança, minha paixão musical era tocar instrumentos como piano, teclado, guitarra e bateria." Ele também afirmou ser um fã do Hip Hop americano. Ele começou a escrever música com 13 anos de idade.
Masked Wolf assinou um contrato com a Teamwrk Records em 2018 e lançou a canção "Speed Racer". Nos próximos dois anos, ele liberou várias canções por essa gravadora, incluindo "Astronaut in the Ocean" que, em 2021, se tornou um sucesso comercial.
Em janeiro de 2021, Masked Wolf assinou com a gravadora americana Elektra Records, cuja dona é a Warner Music Group. Elektra representa Masked Wolf em todas as regiões do mundo, exceto Austrália e Nova Zelândia, onde continua a pertencer a Teamwrk Records.

## Discografia

### Singles
| Título                                   | Ano  | Melhor posição | Melhor posição | Melhor posição | Melhor posição | Melhor posição | Melhor posição | Melhor posição | Melhor posição | Melhor posição | Melhor posição | Certificação                                                                    |
| Título                                   | Ano  | AUS            | CAN            | FRA            | ALE            | IRL            | HOL            | SUE            | SUI            | RU             | EUA            | Certificação                                                                    |
| ---------------------------------------- | ---- | -------------- | -------------- | -------------- | -------------- | -------------- | -------------- | -------------- | -------------- | -------------- | -------------- | ------------------------------------------------------------------------------- |
| "Speed Racer"                            | 2018 | —              | —              | —              | —              | —              | —              | —              | —              | —              | —              |                                                                                 |
| "Vibin'"                                 | 2019 | —              | —              | —              | —              | —              | —              | —              | —              | —              | —              |                                                                                 |
| "Numb"                                   | 2019 | —              | —              | —              | —              | —              | —              | —              | —              | —              | —              |                                                                                 |
| "Astronaut in the Ocean"                 | 2019 | —              | —              | —              | —              | —              | —              | —              | —              | —              | —              |                                                                                 |
| "Evil on the Inside" (com iiiConic)      | 2019 | —              | —              | —              | —              | —              | —              | —              | —              | —              | —              |                                                                                 |
| "Switch"                                 | 2020 | —              | —              | —              | —              | —              | —              | —              | —              | —              | —              |                                                                                 |
| "Night Rider"                            | 2020 | —              | —              | —              | —              | —              | —              | —              | —              | —              | —              |                                                                                 |
| "Star" (com Yung Gwopp)                  | 2020 | —              | —              | —              | —              | —              | —              | —              | —              | —              | —              |                                                                                 |
| "Water Walkin'"                          | 2020 | —              | —              | —              | —              | —              | —              | —              | —              | —              | —              |                                                                                 |
| "Astronaut in the Ocean" (re-lançamento) | 2021 | 4              | 5              | 29             | 4              | 14             | 7              | 16             | 4              | 14             | 6              | - ARIA: 2× Platina - BPI: Prata - BVMI: Ouro - RIAA: 2× Platina - RMNZ: Platina |